# Тхаммавонг, Тхонгсинг
Тхонгсинг Тхаммавонг (лаос. ທອງສິງ ທຳມະວົງ; родился 12 апреля 1944 в пров. Хуапхан) — лаосский политический и государственный деятель. Премьер-министр Лаоса с 23 декабря 2010 года.

## Биография
Тхонгсинг Тхаммавонг родился в 1944 году в провинции Хуапхан. Высшее образование получил в области управления и политических наук. В 1959 году присоединился к движению Патет Лао. Позже стал членом Народно-революционной партии. С 1963—1979 годах он работал учителем, заместителем директора школы, руководителем районного Управления образования, затем директором средней школы. Он также был заместителем генерального директора департамента обучения персонала  министерства образования Лаоса.
С 1982 по 1988 год он занимал пост председателя Комитета по печати, газетам и радио, а также заместитель директора совместного отдела пропаганды и образования Центрального Комитета партии и министерства культуры. В 1989 году Тхонгсинг Тхаммавонг стал председателем Верховного Народного Собрания, которое, в 1991 году после конституционной реформы, было преобразовано в Национальное Собрание. Кроме того с начала 90-х он является членом Политбюро Лаосской Народно-революционной партии. С 2002 по 2006 год занимал пост мэра Вьентьяна. 8 июня 2006 года вновь был избран председателем Национального собрания.
23 декабря 2010 года он стал премьер-министром Лаоса после неожиданного ухода в отставку с этого поста «по семейным обстоятельствам» Буасона Буппхавана. Его кандидатура была в тот же день единогласно одобрена всеми 101 членами парламента.